# Округ Вашингтон (Оклахома)
Округ Вашингтон (енгл. Washington County) је округ у америчкој савезној држави Оклахома.

## Демографија
По попису из 2010. године број становника је 50.976, што је 1.98 (4,0%) становника више него 2000. године.
| Група             | 2000.          | 2010.          |
| Белци             | 39.137 (79,9%) | 38.691 (75,9%) |
| Афроамериканци    | 1.221 (2,5%)   | 1.231 (2,4%)   |
| Азијати           | 365 (0,7%)     | 554 (1,1%)     |
| Хиспаноамериканци | 1.293 (2,6%)   | 2.556 (5,0%)   |
| Укупно            | 48.996         | 50.976         |